# Lucas Chanavat
Lucas Chanavat, född 17 december 1994, är en fransk längdskidåkare som debuterade i världscupen den 13 december 2015 i Davos, Schweiz. Hans första pallplats i världscupen kom i teamsprint tillsammans med Baptiste Gros den 5 februari 2017 i Pyeongchang, Sydkorea.  I januari 2018 blev han uttagen att tävla för Frankrike under olympiska vinterspelen 2018 i Pyeongchang.